# Helena de Laurens
Helena de Laurens, née en 1988 à Paris, France, est une comédienne, danseuse et performeuse française.

## Biographie
Après une classe préparatoire littéraire, elle suit une formation en art dramatique au Conservatoire du 7ème arrondissement de Paris. Elle est ensuite diplômée d'un Master en Lettres Modernes à La Sorbonne et d’un Master Arts et Langages à L’EHESS en 2015, où elle écrit son mémoire de recherche La grimace et l’inouï : Danse et visage chez Valeska Gert (1892 – 1978) sous la direction de l'historienne Elizabeth Claire. 
Après avoir participé à des lectures avec Esmé Planchon et à des performances en collaboration avec d'autres artistes, elle se fait connaître du grand public à travers deux spectacles mis en scène par Marion Siéfert et co-produits par le théâtre de la Commune à Aubervilliers, : Le Grand Sommeil et _jeanne_dark_.
Seule face au public dans ces deux pièces, les performances scéniques d'Helena de Laurens sont marquées par son travail sur la grimace et la contorsion.
Les tournées des spectacles Le Grand Sommeil et _jeanne_dark_ ont amené Helena de Laurens à jouer notamment aux Bouffes du Nord, au TNG de Lyon, au CNDC d'Angers, au Studio à Vienne, à New York.
_jeanne_dark_ est le premier spectacle de théâtre à être joué simultanément sur scène et en direct sur Instagram. 
En 2022, le metteur en scène Thibaud Croisy la choisit pour le rôle d'Irina dans L'Homosexuel ou la difficulté de s'exprimer de Copi avec Emmanuelle Lafon et Frédéric Leidgens.  

## Comédienne

### Théâtre et performances
- 2014 : Scrupule, avec Sophie Bonnet-Pourpet, Palais de Tokyo[11]

- 2016 : Les Sextes, avec Esmé Planchon, Château de La Roche-Guyon, La Roche-Guyon[12]
- 2016 : Hymne de la Reine Jeanne, Villa Noailles
- 2017 : Lecture de listes, avec Esmé Planchon, Exposition "1977 - 2017, L’Encyclopédie des images de Pascal Doury", Centre national édition art image (CNEAI), Pantin[13]
- 2017-2018 : La Table des manières, avec Esmé Planchon, Halle Saint-Pierre, Paris ; salon ArtGenève, Genève, Suisse[14]
- 2017-2018 : Les Gextes, avec Esmé Planchon, Festival Viva Villa, Cité internationale des arts, Paris ; Centre d’Art de Malakoff, Malakoff ; Festival Hétérophonies/68, Théâtre de la Commune, Aubervilliers[15]
- 2018 : Le Grand Sommeil, mise en scène Marion Siéfert
- 2019 : Je te circule, tu me circules, avec Esmé Planchon[16]
- 2019 : Addenda au dictionnaire des amantes, avec Esmé Planchon et Clara Pacotte
- 2020 : Polichinelle ou Divertissement, avec Esmé Planchon, à la Criée, Rennes[17]
- 2020 : _jeanne_dark_, mise en scène Marion Siéfert[18]
- 2021 : Information collections, j’écoute, Centre Pompidou[19]
- 2022 : L'Homosexuel ou la difficulté de s'exprimer de Copi, mise en scène Thibaud Croisy, avec Emmanuelle Lafon et Frédéric Leidgens[20].
- 2023 : Cabaret Brouillon, conçu et écrit par Loïc Touzé[21].

### Cinéma
- 2014 : Je vous réserve tous mes baisers d'Alexis Langlois[22]
- 2016 : A ton âge le chagrin c’est vite passé d'Alexis Langlois[23]
- 2018 : Purina n° 1 de Maxence Stamatiadis[24]
- 2019 : Frisson d'amour de Maxence Stamatiadis[25]
- 2021 : Les ardents d'Esther Mysius et Camille Rouaud